# Torneo Apertura 2018 (Colombia)
El Torneo Apertura 2018 fue la octogésima séptima (87.a) edición de la Categoría Primera A del fútbol profesional colombiano, siendo el primer torneo de la temporada 2018. El campeón de este torneo clasificó a la Copa Libertadores 2019 y a la Superliga 2019.
El calendario de partidos fue sorteado el 24 de enero en la sede de la Federación Colombiana de Fútbol, en Bogotá.
El debut de la liga contó con ocho directores técnicos rioplatenses y un español, para un total de nueve extranjeros, una cantidad que no se veía desde la época del dorado del fútbol colombiano.
Deportes Tolima consiguió su segundo título en la máxima categoría del fútbol colombiano, luego de vencer en la final al Atlético Nacional por tiros desde el punto penal. Tras perder el encuentro de ida por 1-0 en el estadio Manuel Murillo Toro y ganar en la vuelta en Medellín por un marcador de 2-1, igualando el marcador global 2-2; el Deportes Tolima derrotó por 4-2 en los penales al Atlético Nacional. 

## Sistema de juego

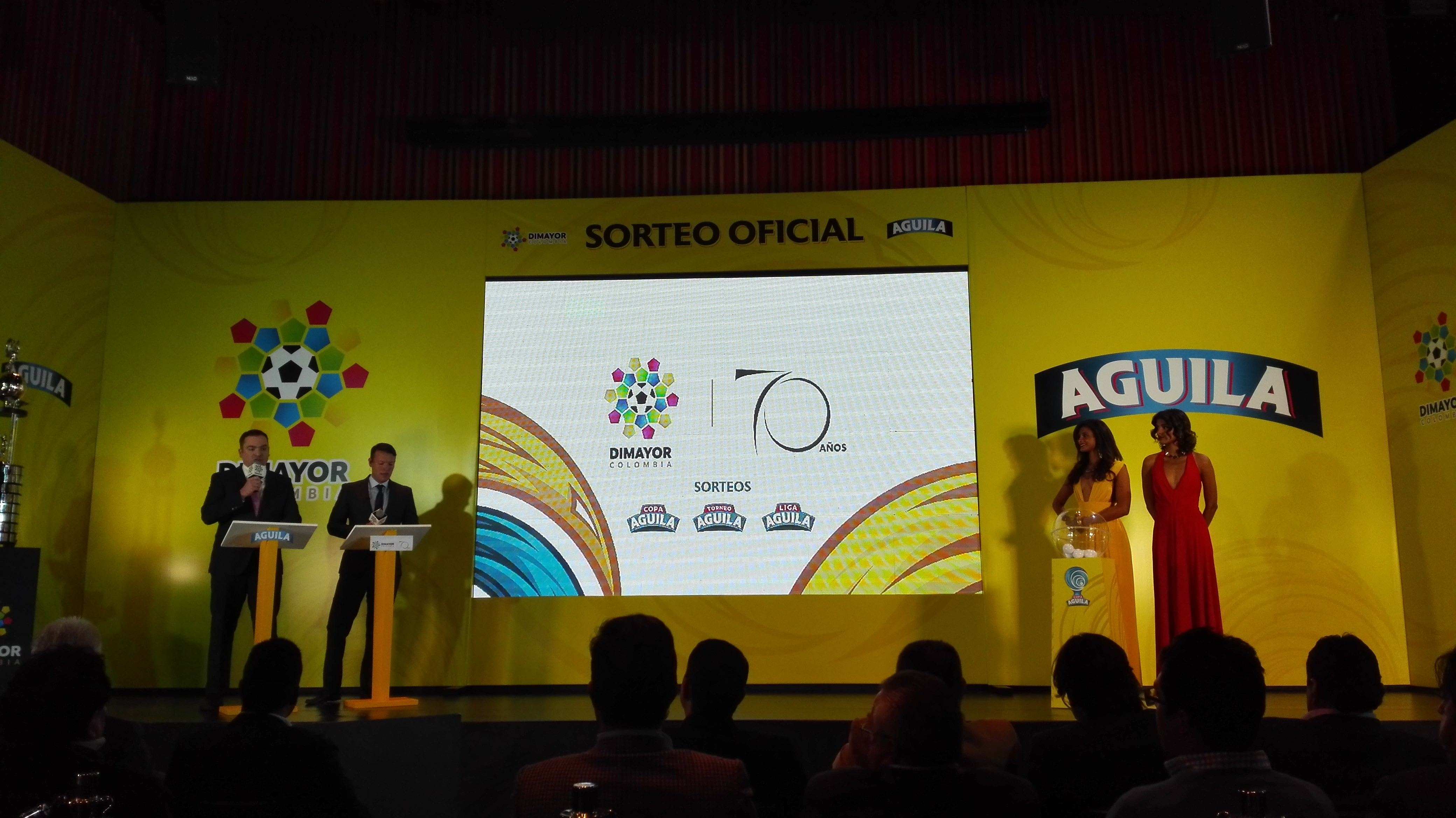
Sorteo del fútbol colombiano 2018.

Para el sistema de juego, se anunciaron cambios con motivo de la Copa Mundial de Fútbol de 2018 y las Elecciones presidenciales de 2018, conservándose la disputa en dos etapas: la fase regular de fechas todos contra todos (19 fechas) y la fase final de eliminación directa. Para este campeonato se tuvo la desaparición de la fecha de clásicos y se mantuvo la formulación del sistema de promedio acumulado del año.
El Torneo Apertura se jugó en cuatro fases para definir al campeón del certamen. En la fase inicial jugaron los equipos 19 jornadas todos contra todos (19 fechas). Los ocho primeros clasificados avanzaron a la siguiente instancia; estos jugaron los cuartos de final, donde los ocho equipos clasificados se dividieron en dos grupos para el sorteo donde los cuatro equipos clasificados de primeros se sortearon cada uno con los cuatro restantes, y se jugaron partidos de ida y vuelta en cada llave. Al terminar la fase, los cuatro vencedores jugaron una serie de semifinales igualmente de ida y vuelta, donde jugaron de locales el partido de vuelta los mejores ubicados en la reclasificación del Torneo Apertura. 
Finalmente se jugó la final del torneo (en partido de ida y vuelta); el equipo ganador del torneo, clasificó a la «Superliga» y a la «Copa Libertadores».
- Fase Todos Contra Todos: Sistema de liga donde se juegan los partidos de ida (los partidos de vuelta se juegan en el Torneo Finalización).

- Fase Final: Los 8 mejores equipos posicionados en la fase todos contra todos juegan rondas de eliminación directa, las llaves son escogidas mediante sorteo.

- Gran Final:Los 2 equipos vencedores de la fase anterior juegan una "Gran Final" en partidos de ida y vuelta por el título del campeonato de la máxima categoría del fútbol profesional colombiano

Nota: Existe una tabla de reclasificación en donde se lleva a cabo la sumatoria de puntos de los clubes en todos los partidos de los dos torneos de primera división: el Apertura y el Finalización (incluyendo fases finales).

## Equipos participantes

### Relevo anual de clubes
| Ascendidos a la Primera A                                                          |
| ---------------------------------------------------------------------------------- |
| Boyacá Chicó (Campeón de la Primera B 2017).                                       |
| Itagüí Leones (Subcampeón y primer puesto en la reclasificación de la Primera B ). |

| Descendidos a la Primera B                               |
| -------------------------------------------------------- |
| Cortuluá (2º Peor promedio acumulado en la Primera A ).  |
| Tigres F. C. (Peor promedio acumulado en la Primera A ). |

### Datos de los clubes
- El Estadio Deportivo Cali sufre una reducción en su capacidad debido a la instalación de silletería nueva.[4]
- Atlético Huila debió jugar sus primeros tres partidos como local en Ibagué, ya que no fue autorizado por la Dimayor el Estadio Guillermo Plazas Alcid de Neiva.[5]
- Jaguares jugó sus primeros tres partidos de local en el estadio Armando Tuirán Paternina de Sahagún, debido a la instalación de iluminación artificial en el estadio Jaraguay.[6]

| Equipo                 | Entrenador            | Ciudad/Municipio | Estadio                        | Aforo  |
| ---------------------- | --------------------- | ---------------- | ------------------------------ | ------ |
| Alianza Petrolera      | Juan Cruz Real        | Barrancabermeja  | Daniel Villa Zapata            | 10.400 |
| América de Cali        | Fernando Castro       | Cali             | Olímpico Pascual Guerrero      | 35.405 |
| Atlético Bucaramanga   | Adolfo León Holguín   | Bucaramanga      | Alfonso López                  | 25.000 |
| Atlético Huila         | Néstor Craviotto      | Neiva            | Guillermo Plazas Alcid         | 2.000  |
| Atlético Nacional      | Jorge Almirón         | Medellín         | Atanasio Girardot              | 44.412 |
| Boyacá Chicó           | Jhon Jaime Gómez      | Tunja            | La Independencia               | 20.630 |
| Deportes Tolima        | Alberto Gamero        | Ibagué           | Manuel Murillo Toro            | 28.179 |
| Deportivo Cali         | Gerardo Pelusso       | Cali             | Deportivo Cali                 | 44.000 |
| Deportivo Pasto        | Flabio Torres         | Pasto            | Departamental Libertad         | 25.000 |
| Envigado F. C.         | Rubén Bedoya          | Envigado         | Polideportivo Sur              | 14.000 |
| Independiente Medellín | Ismael Rescalvo       | Medellín         | Atanasio Girardot              | 44.412 |
| Jaguares               | José Manuel Rodríguez | Montería         | Jaraguay                       | 12.000 |
| Junior                 | Julio Comesaña        | Barranquilla     | Metropolitano Roberto Meléndez | 46.692 |
| La Equidad             | Luis Fernando Suárez  | Bogotá           | Metropolitano de Techo         | 10.000 |
| Itagüí Leones          | Juan Carlos Álvarez   | Itagüi           | Metropolitano Ciudad de Itagüí | 12.000 |
| Millonarios            | Miguel Ángel Russo    | Bogotá           | Nemesio Camacho El Campín      | 36.343 |
| Once Caldas            | Hubert Bodhert        | Manizales        | Palogrande                     | 28.678 |
| Patriotas              | Diego Corredor        | Tunja            | La Independencia               | 20.630 |
| Rionegro Águilas       | Hernán Torres         | Rionegro         | Alberto Grisales               | 14.000 |
| Santa Fe               | Agustín Julio         | Bogotá           | Nemesio Camacho El Campín      | 36.343 |

#### Cambio de entrenadores
| Equipo               | Entrenador saliente | Fecha de salida         | Reemplazado por       | Fecha de llegada        |
| -------------------- | ------------------- | ----------------------- | --------------------- | ----------------------- |
| Atlético Bucaramanga | Jaime de La Pava    | 27 de noviembre de 2017 | Diego Cagna           | 15 de diciembre de 2017 |
| Atlético Nacional    | Juan Manuel Lillo   | 5 de diciembre de 2017  | Jorge Almirón         | 20 de diciembre de 2017 |
| Junior               | Julio Comesaña      | 5 de diciembre de 2017  | Alexis Mendoza        | 14 de diciembre de 2017 |
| Jaguares             | Hubert Bodhert      | 5 de diciembre de 2017  | José Manuel Rodríguez | 5 de diciembre de 2017  |
| Once Caldas          | Herney Duque        | 7 de diciembre de 2017  | Hubert Bodhert        | 7 de diciembre de 2017  |
| Deportivo Cali       | Sergio Angulo       | 9 de diciembre de 2017  | Gerardo Pelusso       | 9 de diciembre de 2017  |
| Rionegro Águilas     | Diego Edison Umaña  | 13 de diciembre de 2017 | Hernán Torres         | 13 de diciembre de 2017 |
| América de Cali      | Jorge da Silva      | 24 de marzo de 2018     | Pedro Felício Santos  | 4 de abril de 2018      |
| Junior               | Alexis Mendoza      | 9 de abril de 2018      | Julio Comesaña        | 12 de abril de 2018     |
| Santa Fe             | Gregorio Pérez      | 14 de abril de 2018     | Agustín Julio         | 14 de abril de 2018     |
| Atlético Bucaramanga | Diego Cagna         | 21 de abril de 2018     | Adolfo León Holguín   | 22 de abril de 2018     |

### Localización
| Antioquia       | 5 | Atlético Nacional, Envigado F. C., Independiente Medellín, Itagüí Leones y Rionegro Águilas | Junior Jaguares Bucaramanga Alianza Envigado · I. Leones R. Águilas Caldas Huila · Tolima América Cali Pasto Bogotá Equipos de Bogotá: · La Equidad · Millonarios · Santa Fe · Tigres F. C. Medellín Equipos de Medellín: · Atlético Nacional · Independiente Medellín Tunja Equipos de Tunja: · Boyacá Chicó · Patriotas |
| Bogotá, D. C.   | 3 | La Equidad, Millonarios y Santa Fe                                                          | Junior Jaguares Bucaramanga Alianza Envigado · I. Leones R. Águilas Caldas Huila · Tolima América Cali Pasto Bogotá Equipos de Bogotá: · La Equidad · Millonarios · Santa Fe · Tigres F. C. Medellín Equipos de Medellín: · Atlético Nacional · Independiente Medellín Tunja Equipos de Tunja: · Boyacá Chicó · Patriotas |
| Boyacá          | 2 | Boyacá Chicó y Patriotas                                                                    | Junior Jaguares Bucaramanga Alianza Envigado · I. Leones R. Águilas Caldas Huila · Tolima América Cali Pasto Bogotá Equipos de Bogotá: · La Equidad · Millonarios · Santa Fe · Tigres F. C. Medellín Equipos de Medellín: · Atlético Nacional · Independiente Medellín Tunja Equipos de Tunja: · Boyacá Chicó · Patriotas |
| Santander       | 2 | Alianza Petrolera y Atlético Bucaramanga                                                    | Junior Jaguares Bucaramanga Alianza Envigado · I. Leones R. Águilas Caldas Huila · Tolima América Cali Pasto Bogotá Equipos de Bogotá: · La Equidad · Millonarios · Santa Fe · Tigres F. C. Medellín Equipos de Medellín: · Atlético Nacional · Independiente Medellín Tunja Equipos de Tunja: · Boyacá Chicó · Patriotas |
| Valle del Cauca | 2 | América de Cali y Deportivo Cali                                                            | Junior Jaguares Bucaramanga Alianza Envigado · I. Leones R. Águilas Caldas Huila · Tolima América Cali Pasto Bogotá Equipos de Bogotá: · La Equidad · Millonarios · Santa Fe · Tigres F. C. Medellín Equipos de Medellín: · Atlético Nacional · Independiente Medellín Tunja Equipos de Tunja: · Boyacá Chicó · Patriotas |
| Atlántico       | 1 | Junior                                                                                      | Junior Jaguares Bucaramanga Alianza Envigado · I. Leones R. Águilas Caldas Huila · Tolima América Cali Pasto Bogotá Equipos de Bogotá: · La Equidad · Millonarios · Santa Fe · Tigres F. C. Medellín Equipos de Medellín: · Atlético Nacional · Independiente Medellín Tunja Equipos de Tunja: · Boyacá Chicó · Patriotas |
| Caldas          | 1 | Once Caldas                                                                                 | Junior Jaguares Bucaramanga Alianza Envigado · I. Leones R. Águilas Caldas Huila · Tolima América Cali Pasto Bogotá Equipos de Bogotá: · La Equidad · Millonarios · Santa Fe · Tigres F. C. Medellín Equipos de Medellín: · Atlético Nacional · Independiente Medellín Tunja Equipos de Tunja: · Boyacá Chicó · Patriotas |
| Córdoba         | 1 | Jaguares                                                                                    | Junior Jaguares Bucaramanga Alianza Envigado · I. Leones R. Águilas Caldas Huila · Tolima América Cali Pasto Bogotá Equipos de Bogotá: · La Equidad · Millonarios · Santa Fe · Tigres F. C. Medellín Equipos de Medellín: · Atlético Nacional · Independiente Medellín Tunja Equipos de Tunja: · Boyacá Chicó · Patriotas |
| Huila           | 1 | Atlético Huila                                                                              | Junior Jaguares Bucaramanga Alianza Envigado · I. Leones R. Águilas Caldas Huila · Tolima América Cali Pasto Bogotá Equipos de Bogotá: · La Equidad · Millonarios · Santa Fe · Tigres F. C. Medellín Equipos de Medellín: · Atlético Nacional · Independiente Medellín Tunja Equipos de Tunja: · Boyacá Chicó · Patriotas |
| Nariño          | 1 | Deportivo Pasto                                                                             | Junior Jaguares Bucaramanga Alianza Envigado · I. Leones R. Águilas Caldas Huila · Tolima América Cali Pasto Bogotá Equipos de Bogotá: · La Equidad · Millonarios · Santa Fe · Tigres F. C. Medellín Equipos de Medellín: · Atlético Nacional · Independiente Medellín Tunja Equipos de Tunja: · Boyacá Chicó · Patriotas |
| Tolima          | 1 | Deportes Tolima                                                                             | Junior Jaguares Bucaramanga Alianza Envigado · I. Leones R. Águilas Caldas Huila · Tolima América Cali Pasto Bogotá Equipos de Bogotá: · La Equidad · Millonarios · Santa Fe · Tigres F. C. Medellín Equipos de Medellín: · Atlético Nacional · Independiente Medellín Tunja Equipos de Tunja: · Boyacá Chicó · Patriotas |

## Todos contra todos

### Clasificación
| Pos. | Equipos                | PJ | PG | PE | PP | GF | GC | Dif. | Pts. |
| ---- | ---------------------- | -- | -- | -- | -- | -- | -- | ---- | ---- |
| 1.   | Atlético Nacional      | 19 | 12 | 5  | 2  | 23 | 10 | 13   | 41   |
| 2.   | Independiente Medellín | 19 | 11 | 2  | 6  | 32 | 23 | 9    | 35   |
| 3.   | Deportes Tolima        | 19 | 9  | 6  | 4  | 22 | 14 | 8    | 33   |
| 4.   | Atlético Huila         | 19 | 9  | 3  | 7  | 20 | 12 | 8    | 30   |
| 5.   | Junior                 | 19 | 8  | 6  | 5  | 19 | 16 | 3    | 30   |
| 6.   | Deportivo Cali         | 19 | 9  | 2  | 8  | 26 | 17 | 9    | 29   |
| 7.   | Patriotas              | 19 | 8  | 5  | 6  | 17 | 18 | -1   | 29   |
| 8.   | Once Caldas            | 19 | 8  | 3  | 8  | 26 | 26 | 0    | 27   |
| 9.   | Millonarios            | 19 | 7  | 5  | 7  | 19 | 18 | 1    | 26   |
| 10.  | Envigado F. C.         | 19 | 7  | 5  | 7  | 19 | 19 | 0    | 26   |
| 11.  | La Equidad             | 19 | 6  | 7  | 6  | 18 | 15 | 3    | 25   |
| 12.  | Santa Fe               | 19 | 7  | 4  | 8  | 20 | 19 | 1    | 25   |
| 13.  | Rionegro Águilas       | 19 | 6  | 7  | 6  | 18 | 22 | -4   | 25   |
| 14.  | Jaguares de Córdoba    | 19 | 7  | 4  | 8  | 16 | 23 | -7   | 25   |
| 15.  | Alianza Petrolera      | 19 | 6  | 5  | 8  | 24 | 26 | -2   | 23   |
| 16.  | Atlético Bucaramanga   | 19 | 6  | 5  | 8  | 22 | 24 | -2   | 23   |
| 17.  | América de Cali        | 19 | 6  | 4  | 9  | 22 | 31 | -9   | 22   |
| 18.  | Deportivo Pasto        | 19 | 5  | 5  | 9  | 15 | 19 | -4   | 20   |
| 19.  | Boyacá Chicó           | 19 | 4  | 4  | 11 | 16 | 32 | -16  | 16   |
| 20.  | Itagüí Leones          | 19 | 2  | 7  | 10 | 13 | 23 | -10  | 13   |

Fuente: Web oficial de Dimayor
|  |                                      |
|  | Clasificados a los cuartos de final. |
|  | Eliminados.                          |

#### Evolución de la clasificación
| Equipo                 | Jornada | Jornada | Jornada | Jornada | Jornada | Jornada | Jornada | Jornada | Jornada | Jornada | Jornada | Jornada | Jornada | Jornada | Jornada | Jornada | Jornada | Jornada | Jornada |
| Equipo                 | 1       | 2       | 3       | 4       | 5       | 6       | 7       | 8       | 9       | 10      | 11      | 12      | 13      | 14      | 15      | 16      | 17      | 18      | 19      |
| ---------------------- | ------- | ------- | ------- | ------- | ------- | ------- | ------- | ------- | ------- | ------- | ------- | ------- | ------- | ------- | ------- | ------- | ------- | ------- | ------- |
| Atlético Nacional      | 5       | 3       | 4       | 6       | 3       | 2       | 2       | 2       | 1       | 1       | 1       | 1       | 1       | 1       | 1       | 1       | 1       | 1       | 1       |
| Independiente Medellín | 1       | 1       | 2       | 1       | 2       | 3       | 4       | 3       | 2       | 2       | 5       | 4       | 4       | 5       | 7       | 5       | 4       | 2       | 2       |
| Deportes Tolima        | 16      | 14      | 7       | 14      | 18      | 18      | 11      | 13      | 10      | 13      | 15      | 12      | 10      | 6       | 4       | 3       | 2       | 3       | 3       |
| Atlético Huila         | 20      | 12      | 13      | 8       | 10      | 6       | 6       | 8       | 7       | 5       | 7       | 5       | 6       | 8       | 5       | 4       | 3       | 4       | 4       |
| Junior                 | 6       | 10      | 14      | 16      | 13      | 7       | 5       | 6       | 5       | 3       | 3       | 2       | 3       | 3       | 6       | 8       | 8       | 8       | 5       |
| Deportivo Cali         | 9       | 16      | 5       | 13      | 6       | 4       | 8       | 5       | 8       | 7       | 4       | 3       | 2       | 2       | 3       | 2       | 5       | 5       | 6       |
| Patriotas              | 2       | 9       | 3       | 9       | 4       | 5       | 3       | 4       | 3       | 6       | 2       | 6       | 7       | 4       | 2       | 7       | 6       | 6       | 7       |
| Once Caldas            | 3       | 2       | 1       | 2       | 1       | 1       | 1       | 1       | 4       | 8       | 8       | 7       | 5       | 7       | 8       | 6       | 7       | 7       | 8       |
| Millonarios            | 7       | 7       | 9       | 10      | 16      | 9       | 13      | 15      | 18      | 17      | 14      | 10      | 12      | 10      | 9       | 10      | 12      | 12      | 9       |
| Envigado F. C.         | 10      | 4       | 6       | 4       | 7       | 8       | 10      | 16      | 17      | 12      | 11      | 9       | 9       | 9       | 10      | 11      | 13      | 13      | 10      |
| La Equidad             | 14      | 15      | 15      | 15      | 12      | 17      | 9       | 11      | 9       | 10      | 12      | 15      | 16      | 13      | 15      | 15      | 17      | 10      | 11      |
| Santa Fe               | 18      | 20      | 20      | 20      | 19      | 19      | 18      | 10      | 14      | 9       | 9       | 11      | 13      | 14      | 13      | 13      | 10      | 14      | 12      |
| Rionegro Águilas       | 12      | 17      | 16      | 11      | 5       | 11      | 7       | 7       | 6       | 4       | 6       | 8       | 8       | 11      | 11      | 9       | 9       | 11      | 13      |
| Jaguares               | 19      | 11      | 12      | 5       | 11      | 12      | 14      | 9       | 11      | 14      | 16      | 14      | 15      | 16      | 14      | 14      | 11      | 9       | 14      |
| Alianza Petrolera      | 13      | 8       | 10      | 7       | 9       | 14      | 17      | 18      | 12      | 15      | 17      | 17      | 14      | 15      | 17      | 16      | 16      | 17      | 15      |
| Atlético Bucaramanga   | 17      | 18      | 17      | 18      | 15      | 10      | 12      | 14      | 15      | 11      | 10      | 13      | 11      | 12      | 12      | 12      | 14      | 15      | 16      |
| América de Cali        | 4       | 6       | 8       | 3       | 8       | 13      | 16      | 17      | 13      | 18      | 18      | 18      | 18      | 18      | 18      | 18      | 18      | 16      | 17      |
| Deportivo Pasto        | 11      | 5       | 11      | 12      | 17      | 16      | 19      | 19      | 19      | 16      | 13      | 16      | 17      | 17      | 16      | 17      | 15      | 18      | 18      |
| Boyacá Chicó           | 8       | 13      | 19      | 19      | 20      | 20      | 20      | 20      | 20      | 20      | 20      | 20      | 20      | 19      | 20      | 19      | 19      | 20      | 19      |
| Itagüí Leones          | 15      | 19      | 18      | 17      | 14      | 15      | 15      | 12      | 16      | 19      | 19      | 19      | 19      | 20      | 19      | 20      | 20      | 19      | 20      |

### Resultados
- La hora de cada encuentro corresponde al huso horario que rige a Colombia (UTC-5)

Nota: Los horarios y partidos de televisión se definen la semana previa a cada jornada. Los canales Win Sports, RCN Televisión y RCN HD2 son los medios de difusión por televisión autorizados por la Dimayor para la transmisión por cable de todos los partidos de cada jornada.
| Independiente Medellín | 3 : 0 | Atlético Huila       | Atanasio Girardot              | 2 de febrero | 19:45 | Win Sports |
| Rionegro Águilas       | 0 : 0 | Deportivo Pasto      | Alberto Grisales               | 3 de febrero | 16:00 | Win Sports |
| Once Caldas            | 2 : 0 | Jaguares             | Palogrande                     | 3 de febrero | 18:00 | Win Sports |
| Leones                 | 1 : 2 | América de Cali      | Metropolitano de Ditaires      | 3 de febrero | 18:00 | RCN        |
| Deportivo Cali         | 0 : 0 | Envigado F. C.       | Deportivo Cali                 | 3 de febrero | 20:00 | Win Sports |
| Junior                 | 1 : 0 | Atlético Bucaramanga | Metropolitano Roberto Meléndez | 4 de febrero | 15:15 | Win Sports |
| Deportes Tolima        | 0 : 1 | Atlético Nacional    | Manuel Murillo Toro            | 4 de febrero | 17:15 | RCN        |
| Santa Fe               | 0 : 2 | Patriotas            | Nemesio Camacho El Campín      | 4 de febrero | 17:30 | Win Sports |
| Boyacá Chicó           | 1 : 1 | Millonarios          | La Independencia               | 4 de febrero | 19:30 | Win Sports |
| La Equidad             | 0 : 0 | Alianza Petrolera    | Metropolitano de Techo         | 5 de febrero | 19:45 | Win Sports |

| Envigado F. C.       | 2 : 0 | Rionegro Águilas       | Polideportivo Sur         | 9 de febrero  | 19:45 | Win Sports |
| Atlético Huila       | 1 : 0 | Deportivo Cali         | Manuel Murillo Toro       | 10 de febrero | 16:00 | Win Sports |
| Alianza Petrolera    | 1 : 0 | Leones                 | Daniel Villa Zapata       | 10 de febrero | 18:00 | Win Sports |
| América de Cali      | 1 : 1 | Deportes Tolima        | Olímpico Pascual Guerrero | 10 de febrero | 18:00 | RCN        |
| Atlético Nacional    | 1 : 0 | Santa Fe               | Atanasio Girardot         | 10 de febrero | 20:00 | Win Sports |
| Boyacá Chicó         | 1 : 2 | Independiente Medellín | La Independencia          | 11 de febrero | 14:00 | Win Sports |
| Jaguares             | 1 : 0 | La Equidad             | Armando Tuirán Paternina  | 11 de febrero | 16:00 | Win Sports |
| Millonarios          | 1 : 0 | Patriotas              | Nemesio Camacho El Campín | 11 de febrero | 17:15 | RCN        |
| Atlético Bucaramanga | 1 : 2 | Once Caldas            | Alfonso López             | 11 de febrero | 18:00 | Win Sports |
| Deportivo Pasto      | 2 : 0 | Junior                 | Departamental Libertad    | 11 de febrero | 20:00 | Win Sports |

| Rionegro Águilas       | 0 : 0 | Atlético Huila       | Alberto Grisales               | 13 de febrero | 18:00 | Win Sports |
| Deportes Tolima        | 3 : 1 | Alianza Petrolera    | Manuel Murillo Toro            | 13 de febrero | 20:00 | Win Sports |
| Leones                 | 0 : 0 | Jaguares             | Metropolitano de Ditaires      | 14 de febrero | 16:00 | Win Sports |
| Deportivo Cali         | 4 : 0 | Boyacá Chicó         | Deportivo Cali                 | 14 de febrero | 18:00 | Win Sports |
| Independiente Medellín | 1 : 0 | Millonarios          | Atanasio Girardot              | 14 de febrero | 20:00 | Win Sports |
| La Equidad             | 0 : 0 | Atlético Bucaramanga | Metropolitano de Techo         | 15 de febrero | 16:00 | Win Sports |
| Once Caldas            | 3 : 0 | Deportivo Pasto      | Palogrande                     | 15 de febrero | 18:00 | Win Sports |
| Patriotas              | 3 : 1 | Atlético Nacional    | La Independencia               | 15 de febrero | 20:00 | Win Sports |
| Junior                 | 0 : 3 | Envigado F. C.       | Metropolitano Roberto Meléndez | 21 de marzo   | 20:00 | Win Sports |
| Santa Fe               | 3 : 0 | América de Cali      | Nemesio Camacho El Campín      | 21 de marzo   | 20:05 | RCN        |

| Jaguares               | 2 : 0 | Deportes Tolima   | Armando Tuirán Paternina  | 17 de febrero | 16:00 | Win Sports |
| Boyacá Chicó           | 1 : 2 | Rionegro Águilas  | La Independencia          | 17 de febrero | 18:00 | Win Sports |
| Independiente Medellín | 2 : 1 | Deportivo Cali    | Atanasio Girardot         | 17 de febrero | 18:00 | RCN        |
| Alianza Petrolera      | 2 : 1 | Santa Fe          | Daniel Villa Zapata       | 17 de febrero | 20:00 | Win Sports |
| Envigado F. C.         | 1 : 0 | Once Caldas       | Polideportivo Sur         | 18 de febrero | 14:00 | Win Sports |
| Atlético Bucaramanga   | 2 : 2 | Leones            | Alfonso López             | 18 de febrero | 16:00 | Win Sports |
| América de Cali        | 2 : 0 | Patriotas         | Olímpico Pascual Guerrero | 18 de febrero | 17:15 | RCN        |
| Atlético Huila         | 1 : 0 | Junior            | Manuel Murillo Toro       | 18 de febrero | 18:00 | Win Sports |
| Millonarios            | 1 : 1 | Atlético Nacional | Nemesio Camacho El Campín | 18 de febrero | 20:00 | Win Sports |
| Deportivo Pasto        | 0 : 0 | La Equidad        | Departamental Libertad    | 20 de febrero | 19:45 | Win Sports |

| Atlético Nacional | 2 : 0 | América de Cali        | Atanasio Girardot              | 22 de febrero | 19:05 | RCN        |
| Leones            | 2 : 1 | Deportivo Pasto        | Metropolitano de Ditaires      | 23 de febrero | 19:45 | Win Sports |
| Patriotas         | 2 : 1 | Alianza Petrolera      | La Independencia               | 24 de febrero | 15:15 | Win Sports |
| Rionegro Águilas  | 2 : 0 | Independiente Medellín | Alberto Grisales               | 24 de febrero | 17:30 | Win Sports |
| Deportivo Cali    | 2 : 0 | Millonarios            | Deportivo Cali                 | 24 de febrero | 19:45 | Win Sports |
| La Equidad        | 1 : 0 | Envigado F. C.         | Metropolitano de Techo         | 25 de febrero | 14:00 | Win Sports |
| Once Caldas       | 1 : 0 | Atlético Huila         | Palogrande                     | 25 de febrero | 16:00 | Win Sports |
| Santa Fe          | 4 : 0 | Jaguares               | Nemesio Camacho El Campín      | 25 de febrero | 17:15 | RCN        |
| Deportes Tolima   | 0 : 1 | Atlético Bucaramanga   | Manuel Murillo Toro            | 25 de febrero | 18:00 | Win Sports |
| Junior            | 1 : 0 | Boyacá Chicó           | Metropolitano Roberto Meléndez | 25 de febrero | 20:00 | Win Sports |

| Boyacá Chicó           | 2 : 2 | Once Caldas       | La Independencia          | 2 de marzo | 19:45 | Win Sports |
| Envigado F. C.         | 1 : 1 | Leones            | Polideportivo Sur         | 3 de marzo | 14:00 | Win Sports |
| Jaguares               | 0 : 0 | Patriotas         | Armando Tuirán Paternina  | 3 de marzo | 16:00 | Win Sports |
| Alianza Petrolera      | 1 : 2 | Atlético Nacional | Daniel Villa Zapata       | 3 de marzo | 18:00 | RCN        |
| Atlético Huila         | 3 : 1 | La Equidad        | Manuel Murillo Toro       | 3 de marzo | 18:00 | Win Sports |
| Deportivo Cali         | 4 : 0 | Rionegro Águilas  | Deportivo Cali            | 3 de marzo | 20:00 | Win Sports |
| Millonarios            | 3 : 1 | América de Cali   | Nemesio Camacho El Campín | 4 de marzo | 15:15 | Win Sports |
| Independiente Medellín | 1 : 2 | Junior            | Atanasio Girardot         | 4 de marzo | 17:15 | RCN        |
| Deportivo Pasto        | 1 : 1 | Deportes Tolima   | Departamental Libertad    | 4 de marzo | 17:30 | Win Sports |
| Atlético Bucaramanga   | 1 : 0 | Santa Fe          | Alfonso López             | 4 de marzo | 19:30 | Win Sports |

| Leones            | 0 : 0 | Atlético Huila         | Metropolitano de Ditaires      | 6 de marzo  | 18:00 | Win Sports      |
| La Equidad        | 4 : 0 | Boyacá Chicó           | Metropolitano de Techo         | 6 de marzo  | 20:00 | Win Sports      |
| Once Caldas       | 3 : 2 | Independiente Medellín | Palogrande                     | 7 de marzo  | 18:00 | Win Sports      |
| Atlético Nacional | 1 : 0 | Jaguares               | Atanasio Girardot              | 7 de marzo  | 20:00 | Win Sports      |
| Patriotas         | 1 : 0 | Atlético Bucaramanga   | La Independencia               | 8 de marzo  | 16:00 | Win Sports      |
| Santa Fe          | 1 : 0 | Deportivo Pasto        | Nemesio Camacho El Campín      | 8 de marzo  | 18:00 | Win Sports      |
| Deportes Tolima   | 2 : 1 | Envigado F. C.         | Manuel Murillo Toro            | 8 de marzo  | 19:00 | Sin transmisión |
| Rionegro Águilas  | 3 : 1 | Millonarios            | Alberto Grisales               | 8 de marzo  | 20:00 | Win Sports      |
| Junior            | 2 : 1 | Deportivo Cali         | Metropolitano Roberto Meléndez | 9 de marzo  | 19:45 | Win Sports      |
| América de Cali   | 2 : 1 | Alianza Petrolera      | Olímpico Pascual Guerrero      | 26 de abril | 20:00 | Win Sports      |

| Boyacá Chicó           | 1 : 1 | Leones            | La Independencia          | 13 de marzo | 18:00 | Win Sports |
| Independiente Medellín | 1 : 0 | La Equidad        | Atanasio Girardot         | 13 de marzo | 20:00 | Win Sports |
| Envigado F. C.         | 0 : 3 | Santa Fe          | Polideportivo Sur         | 14 de marzo | 18:00 | Win Sports |
| Deportivo Pasto        | 1 : 1 | Patriotas         | Departamental Libertad    | 14 de marzo | 18:00 | Win Sports |
| Deportivo Cali         | 2 : 1 | Once Caldas       | Deportivo Cali            | 14 de marzo | 20:00 | Win Sports |
| Rionegro Águilas       | 0 : 0 | Junior            | Alberto Grisales          | 15 de marzo | 18:00 | Win Sports |
| Jaguares               | 1 : 0 | América de Cali   | Jaraguay                  | 15 de marzo | 20:00 | Win Sports |
| Millonarios            | 1 : 1 | Alianza Petrolera | Nemesio Camacho El Campín | 22 de marzo | 18:00 | Win Sports |
| Atlético Bucaramanga   | 0 : 0 | Atlético Nacional | Alfonso López             | 22 de marzo | 20:00 | Win Sports |
| Atlético Huila         | 0 : 0 | Deportes Tolima   | Guillermo Plazas Alcid    | 4 de abril  | 19:30 | Win Sports |

| Deportes Tolima   | 1 : 0 | Boyacá Chicó           | Manuel Murillo Toro            | 17 de marzo | 17:30 | Win Sports |
| Santa Fe          | 0 : 1 | Atlético Huila         | Nemesio Camacho El Campín      | 17 de marzo | 18:00 | RCN        |
| Atlético Nacional | 2 : 0 | Deportivo Pasto        | Atanasio Girardot              | 17 de marzo | 19:45 | Win Sports |
| Patriotas         | 1 : 0 | Envigado F. C.         | La Independencia               | 18 de marzo | 14:00 | Win Sports |
| La Equidad        | 2 : 0 | Deportivo Cali         | Metropolitano de Techo         | 18 de marzo | 16:00 | Win Sports |
| Junior            | 2 : 0 | Millonarios            | Metropolitano Roberto Meléndez | 18 de marzo | 17:15 | RCN        |
| Alianza Petrolera | 4 : 0 | Jaguares               | Daniel Villa Zapata            | 18 de marzo | 18:00 | Win Sports |
| América de Cali   | 2 : 1 | Atlético Bucaramanga   | Olímpico Pascual Guerrero      | 18 de marzo | 20:00 | Win Sports |
| Leones            | 0 : 2 | Independiente Medellín | Metropolitano de Ditaires      | 19 de marzo | 15:15 | Win Sports |
| Once Caldas       | 1 : 2 | Rionegro Águilas       | Palogrande                     | 19 de marzo | 20:10 | Win Sports |

| Deportivo Cali         | 2 : 1 | Leones            | Deportivo Cali                 | 23 de marzo | 19:00 | Win Sports |
| Rionegro Águilas       | 2 : 1 | La Equidad        | Alberto Grisales               | 24 de marzo | 14:00 | Win Sports |
| Boyacá Chicó           | 3 : 1 | Santa Fe          | La Independencia               | 24 de marzo | 16:00 | Win Sports |
| Independiente Medellín | 2 : 2 | Deportes Tolima   | Atanasio Girardot              | 24 de marzo | 18:00 | Win Sports |
| Junior                 | 3 : 0 | Once Caldas       | Metropolitano Roberto Meléndez | 24 de marzo | 18:00 | RCN        |
| Deportivo Pasto        | 2 : 0 | América de Cali   | Departamental Libertad         | 24 de marzo | 20:00 | Win Sports |
| Atlético Bucaramanga   | 4 : 1 | Alianza Petrolera | Alfonso López                  | 25 de marzo | 15:15 | Win Sports |
| Envigado F. C.         | 2 : 2 | Atlético Nacional | Polideportivo Sur              | 25 de marzo | 17:15 | RCN        |
| Atlético Huila         | 2 : 0 | Patriotas         | Guillermo Plazas Alcid         | 25 de marzo | 17:30 | Win Sports |
| Millonarios            | 1 : 1 | Jaguares          | Nemesio Camacho El Campín      | 25 de marzo | 19:30 | Win Sports |

| Deportes Tolima   | 0 : 1 | Deportivo Cali         | Manuel Murillo Toro       | 27 de marzo | 18:00 | Win Sports |
| Santa Fe          | 1 : 0 | Independiente Medellín | Nemesio Camacho El Campín | 27 de marzo | 20:00 | Win Sports |
| Leones            | 1 : 1 | Rionegro Águilas       | Metropolitano de Ditaires | 28 de marzo | 14:00 | Win Sports |
| América de Cali   | 0 : 1 | Envigado F. C.         | Olímpico Pascual Guerrero | 28 de marzo | 16:00 | Win Sports |
| La Equidad        | 0 : 0 | Junior                 | Metropolitano de Techo    | 28 de marzo | 18:00 | Win Sports |
| Atlético Nacional | 1 : 0 | Atlético Huila         | Atanasio Girardot         | 28 de marzo | 20:00 | Win Sports |
| Patriotas         | 2 : 0 | Boyacá Chicó           | La Independencia          | 29 de marzo | 15:15 | Win Sports |
| Once Caldas       | 0 : 1 | Millonarios            | Palogrande                | 29 de marzo | 17:00 | RCN        |
| Jaguares          | 0 : 1 | Atlético Bucaramanga   | Jaraguay                  | 29 de marzo | 17:30 | Win Sports |
| Alianza Petrolera | 0 : 2 | Deportivo Pasto        | Daniel Villa Zapata       | 29 de marzo | 19:30 | Win Sports |

| Rionegro Águilas       | 1 : 3 | Deportes Tolima      | Alberto Grisales               | 31 de marzo | 15:15 | Win Sports |
| Junior                 | 1 : 0 | Leones               | Metropolitano Roberto Meléndez | 31 de marzo | 17:30 | Win Sports |
| Atlético Huila         | 4 : 0 | América de Cali      | Guillermo Plazas Alcid         | 31 de marzo | 18:00 | RCN        |
| Deportivo Cali         | 3 : 0 | Santa Fe             | Deportivo Cali                 | 31 de marzo | 19:45 | Win Sports |
| Deportivo Pasto        | 0 : 1 | Jaguares             | Departamental Libertad         | 1 de abril  | 14:00 | Win Sports |
| Once Caldas            | 3 : 2 | La Equidad           | Palogrande                     | 1 de abril  | 16:00 | Win Sports |
| Millonarios            | 4 : 1 | Atlético Bucaramanga | Nemesio Camacho El Campín      | 1 de abril  | 17:15 | RCN        |
| Independiente Medellín | 4 : 1 | Patriotas            | Atanasio Girardot              | 1 de abril  | 18:00 | Win Sports |
| Boyacá Chicó           | 1 : 1 | Atlético Nacional    | La Independencia               | 1 de abril  | 20:00 | Win Sports |
| Envigado F. C.         | 0 : 0 | Alianza Petrolera    | Polideportivo Sur              | 2 de abril  | 20:45 | Win Sports |

| Jaguares             | 2 : 4 | Envigado F. C.         | Jaraguay                  | 6 de abril | 18:00 | Win Sports |
| Patriotas            | 1 : 3 | Deportivo Cali         | La Independencia          | 6 de abril | 20:00 | Win Sports |
| Leones               | 0 : 1 | Once Caldas            | Metropolitano de Ditaires | 7 de abril | 14:00 | Win Sports |
| Atlético Bucaramanga | 3 : 1 | Deportivo Pasto        | Alfonso López             | 7 de abril | 16:00 | Win Sports |
| Alianza Petrolera    | 2 : 1 | Atlético Huila         | Daniel Villa Zapata       | 7 de abril | 18:00 | Win Sports |
| América de Cali      | 3 : 0 | Boyacá Chicó           | Olímpico Pascual Guerrero | 7 de abril | 18:00 | RCN        |
| La Equidad           | 0 : 0 | Millonarios            | Metropolitano de Techo    | 7 de abril | 20:00 | Win Sports |
| Atlético Nacional    | 2 : 0 | Independiente Medellín | Atanasio Girardot         | 8 de abril | 17:15 | RCN        |
| Santa Fe             | 0 : 0 | Rionegro Águilas       | Nemesio Camacho El Campín | 8 de abril | 17:30 | Win Sports |
| Deportes Tolima      | 2 : 1 | Junior                 | Manuel Murillo Toro       | 8 de abril | 19:30 | Win Sports |

| La Equidad             | 2 : 0 | Leones               | Metropolitano de Techo         | 10 de abril | 16:00 | Win Sports |
| Boyacá Chicó           | 3 : 0 | Alianza Petrolera    | La Independencia               | 10 de abril | 18:00 | Win Sports |
| Millonarios            | 2 : 0 | Deportivo Pasto      | Nemesio Camacho El Campín      | 10 de abril | 20:00 | Win Sports |
| Envigado F. C.         | 1 : 1 | Atlético Bucaramanga | Polideportivo Sur              | 11 de abril | 16:00 | Win Sports |
| Once Caldas            | 0 : 1 | Deportes Tolima      | Palogrande                     | 11 de abril | 18:00 | Win Sports |
| Junior                 | 1 : 1 | Santa Fe             | Metropolitano Roberto Meléndez | 11 de abril | 20:00 | Win Sports |
| Rionegro Águilas       | 0 : 1 | Patriotas            | Alberto Grisales               | 12 de abril | 20:00 | Win Sports |
| Atlético Huila         | 1 : 2 | Jaguares             | Guillermo Plazas Alcid         | 25 de abril | 18:00 | Win Sports |
| Deportivo Cali         | 0 : 2 | Atlético Nacional    | Deportivo Cali                 | 2 de mayo   | 20:00 | Win Sports |
| Independiente Medellín | 3 : 1 | América de Cali      | Atanasio Girardot              | 4 de mayo   | 10:00 | Win Sports |

| Deportes Tolima      | 4 : 1 | La Equidad             | Manuel Murillo Toro       | 14 de abril | 14:00 | Win Sports |
| Jaguares             | 2 : 0 | Boyacá Chicó           | Jaraguay                  | 14 de abril | 16:00 | Win Sports |
| Santa Fe             | 2 : 2 | Once Caldas            | Nemesio Camacho El Campín | 14 de abril | 17:30 | RCN        |
| Atlético Bucaramanga | 0 : 1 | Atlético Huila         | Alfonso López             | 14 de abril | 18:00 | Win Sports |
| América de Cali      | 2 : 1 | Deportivo Cali         | Olímpico Pascual Guerrero | 14 de abril | 20:00 | RCN        |
| Leones               | 2 : 1 | Millonarios            | Metropolitano de Ditaires | 14 de abril | 20:00 | Win Sports |
| Deportivo Pasto      | 2 : 0 | Envigado F. C.         | Departamental Libertad    | 15 de abril | 14:00 | Win Sports |
| Alianza Petrolera    | 2 : 2 | Independiente Medellín | Daniel Villa Zapata       | 15 de abril | 16:00 | Win Sports |
| Patriotas            | 1 : 0 | Junior                 | La Independencia          | 15 de abril | 18:00 | Win Sports |
| Atlético Nacional    | 1 : 0 | Rionegro Águilas       | Atanasio Girardot         | 15 de abril | 20:00 | Win Sports |

| Leones                 | 0 : 1 | Deportes Tolima      | Metropolitano de Ditaires      | 17 de abril | 18:00 | Win Sports |
| Boyacá Chicó           | 2 : 1 | Atlético Bucaramanga | La Independencia               | 17 de abril | 20:00 | Win Sports |
| Atlético Huila         | 2 : 0 | Deportivo Pasto      | Guillermo Plazas Alcid         | 18 de abril | 16:00 | Win Sports |
| Once Caldas            | 2 : 0 | Patriotas            | Palogrande                     | 18 de abril | 18:00 | Win Sports |
| Independiente Medellín | 2 : 1 | Jaguares             | Atanasio Girardot              | 18 de abril | 20:00 | Win Sports |
| Deportivo Cali         | 2 : 1 | Alianza Petrolera    | Deportivo Cali                 | 19 de abril | 18:00 | Win Sports |
| Rionegro Águilas       | 2 : 1 | América de Cali      | Alberto Grisales               | 19 de abril | 20:00 | Win Sports |
| Junior                 | 1 : 1 | Atlético Nacional    | Metropolitano Roberto Meléndez | 25 de abril | 20:00 | Win Sports |
| La Equidad             | 2 : 0 | Santa Fe             | Metropolitano de Techo         | 26 de abril | 18:00 | Win Sports |
| Millonarios            | 1 : 0 | Envigado F. C.       | Nemesio Camacho El Campín      | 2 de mayo   | 18:00 | Win Sports |

| Patriotas            | 0 : 0 | La Equidad             | La Independencia          | 21 de abril | 15:15 | Win Sports |
| Deportes Tolima      | 1 : 0 | Millonarios            | Manuel Murillo Toro       | 21 de abril | 17:30 | Win Sports |
| Atlético Bucaramanga | 2 : 4 | Independiente Medellín | Alfonso López             | 21 de abril | 18:00 | RCN        |
| Atlético Nacional    | 1 : 0 | Once Caldas            | Atanasio Girardot         | 21 de abril | 19:45 | Win Sports |
| Envigado F. C.       | 0 : 3 | Atlético Huila         | Polideportivo Sur         | 22 de abril | 14:00 | Win Sports |
| Jaguares             | 1 : 0 | Deportivo Cali         | Jaraguay                  | 22 de abril | 16:00 | Win Sports |
| América de Cali      | 2 : 2 | Junior                 | Olímpico Pascual Guerrero | 22 de abril | 17:15 | RCN        |
| Alianza Petrolera    | 2 : 0 | Rionegro Águilas       | Daniel Villa Zapata       | 22 de abril | 18:00 | Win Sports |
| Santa Fe             | 2 : 1 | Leones                 | Nemesio Camacho El Campín | 22 de abril | 20:00 | Win Sports |
| Deportivo Pasto      | 3 : 0 | Boyacá Chicó           | Departamental Libertad    | 23 de abril | 20:00 | Win Sports |

| Deportivo Cali         | 0 : 1 | Atlético Bucaramanga | Deportivo Cali                 | 27 de abril | 20:00 | Win Sports |
| Boyacá Chicó           | 0 : 1 | Envigado F. C.       | La Independencia               | 28 de abril | 14:00 | Win Sports |
| Rionegro Águilas       | 1 : 1 | Jaguares             | Alberto Grisales               | 28 de abril | 16:00 | Win Sports |
| Millonarios            | 1 : 0 | Atlético Huila       | Nemesio Camacho El Campín      | 28 de abril | 18:00 | RCN        |
| Independiente Medellín | 1 : 0 | Deportivo Pasto      | Atanasio Girardot              | 28 de abril | 20:00 | Win Sports |
| Leones                 | 1 : 1 | Patriotas            | Metropolitano de Ditaires      | 29 de abril | 14:00 | Win Sports |
| Deportes Tolima        | 0 : 0 | Santa Fe             | Manuel Murillo Toro            | 29 de abril | 16:00 | Win Sports |
| Junior                 | 0 : 0 | Alianza Petrolera    | Metropolitano Roberto Meléndez | 29 de abril | 17:15 | RCN        |
| Once Caldas            | 2 : 2 | América de Cali      | Palogrande                     | 29 de abril | 18:00 | Win Sports |
| La Equidad             | 1 : 0 | Atlético Nacional    | Metropolitano de Techo         | 29 de abril | 20:00 | Win Sports |

| Envigado F. C.       | 2 : 0 | Independiente Medellín | Polideportivo Sur         | 6 de mayo | 14:00 | Win Sports         |
| Atlético Huila       | 0 : 1 | Boyacá Chicó           | Guillermo Plazas Alcid    | 6 de mayo | 16:00 | Win Sports         |
| Santa Fe             | 1 : 0 | Millonarios            | Nemesio Camacho El Campín | 6 de mayo | 18:00 | RCN                |
| Alianza Petrolera    | 4 : 1 | Once Caldas            | Daniel Villa Zapata       | 6 de mayo | 18:00 | RCN HD2            |
| Jaguares             | 1 : 2 | Junior                 | Jaraguay                  | 6 de mayo | 18:00 | Win Sports         |
| Deportivo Pasto      | 0 : 0 | Deportivo Cali         | Departamental Libertad    | 6 de mayo | 18:00 | Win Sports Alterno |
| América de Cali      | 1 : 1 | La Equidad             | Olímpico Pascual Guerrero | 6 de mayo | 18:00 | winsports.co       |
| Patriotas            | 0 : 0 | Deportes Tolima        | La Independencia          | 6 de mayo | 18:00 | winsports.co       |
| Atlético Bucaramanga | 2 : 2 | Rionegro Águilas       | Alfonso López             | 6 de mayo | 18:00 | winsports.co       |
| Atlético Nacional    | 1 : 0 | Leones                 | Atanasio Girardot         | 6 de mayo | 20:00 | Win Sports         |

## Fase final

### Cuadro final
Para la segunda fase del torneo, los cuartos de final, clasificaron los mejores ocho ubicados en la tabla del Todos contra todos. Estos ocho equipos se dividieron en cuatro llaves: llave A, B, C y D, los ubicados del primer (1°) al cuarto (4°) puesto fueron ubicados respectivamente en dichas llaves, con la ventaja de que el juego de vuelta lo disputaron en condición de local. Los rivales de estos cuatro equipos salieron de los ubicados del quinto (5°) al octavo (8°) puesto, los cuales sortearon su ubicación en las llaves A, B, C y D. El sorteo que definió el cuadro de eliminación directa se realizó el 6 de mayo.
|  | Cuartos de final       | Cuartos de final     | Cuartos de final     |       |                        | Semifinales              | Semifinales              | Semifinales              |  |  | Final             | Final          | Final          |
|  | 12 al 20 de mayo       | 12 al 20 de mayo     | 12 al 20 de mayo     |       |                        | 29 de mayo al 3 de junio | 29 de mayo al 3 de junio | 29 de mayo al 3 de junio |  |  | 6 y 9 de junio    | 6 y 9 de junio | 6 y 9 de junio |
|  |                        |                      |                      |       |                        |                          |                          |                          |  |  |                   |                |                |
|  | Atlético Nacional      | 0                    | 2                    |       |                        |                          |                          |                          |  |  |                   |                |                |
|  | Deportivo Cali         | 1                    | 0                    |       |                        |                          |                          |                          |  |  |                   |                |                |
|  | Deportivo Cali         | 1                    | 0                    |       | Atlético Nacional (p.) | 0                        | 0 (4)                    |                          |  |  |                   |                |                |
|  |                        |                      |                      |       | Atlético Nacional (p.) | 0                        | 0 (4)                    |                          |  |  |                   |                |                |
|  |                        | Atlético Huila       | 0                    | 0 (2) |                        |                          |                          |                          |  |  |                   |                |                |
|  | Atlético Huila (p.)    | Atlético Huila       | 0                    | 0 (2) | 1                      | 0 (3)                    |                          |                          |  |  |                   |                |                |
|  | Atlético Huila (p.)    |                      |                      |       | 1                      | 0 (3)                    |                          |                          |  |  |                   |                |                |
|  | Patriotas              | 1                    | 0 (1)                |       |                        |                          |                          |                          |  |  |                   |                |                |
|  |                        |                      |                      |       |                        |                          |                          |                          |  |  | Atlético Nacional | 1              | 1 (2)          |
|  |                        |                      | Deportes Tolima (p.) | 0     | 2 (4)                  |                          |                          |                          |  |  |                   |                |                |
|  | Independiente Medellín | 1                    | 2                    |       |                        |                          |                          |                          |  |  |                   |                |                |
|  | Junior                 | 0                    | 2                    |       |                        |                          |                          |                          |  |  |                   |                |                |
|  | Junior                 | 0                    | 2                    |       | Independiente Medellín | 0                        | 1 (3)                    |                          |  |  |                   |                |                |
|  |                        |                      |                      |       | Independiente Medellín | 0                        | 1 (3)                    |                          |  |  |                   |                |                |
|  |                        | Deportes Tolima (p.) | 1                    | 0 (5) |                        |                          |                          |                          |  |  |                   |                |                |
|  | Deportes Tolima        | Deportes Tolima (p.) | 1                    | 0 (5) | 0                      | 3                        |                          |                          |  |  |                   |                |                |
|  | Deportes Tolima        |                      |                      |       | 0                      | 3                        |                          |                          |  |  |                   |                |                |
|  | Once Caldas            | 1                    | 0                    |       |                        |                          |                          |                          |  |  |                   |                |                |

- Nota : El equipo ubicado en la primera línea de cada llave es el que ejerce la localía en el partido de vuelta.
- En adelante, la hora de cada encuentro corresponde a la hora legal de Colombia (UTC-5).

### Cuartos de final
| 12 de mayo de 2018, 20:00 | Deportivo Cali | 1:0 (0:0) | Atlético Nacional | Estadio Deportivo Cali, Palmira |                           |
|                           | Benedetti 77'  | Reporte   |                   | Árbitro(s): Nicolás Gallo       | Árbitro(s): Nicolás Gallo |

| 19 de mayo de 2018, 18:00 | Atlético Nacional       | 2:0 (0:0) | Deportivo Cali | Estadio Atanasio Girardot, Medellín                         |                                                             |
|                           | Moreno 50' 90+1' (pen.) | Reporte   |                | Asistencia: 31 114 espectadores Árbitro(s): Gustavo Murillo | Asistencia: 31 114 espectadores Árbitro(s): Gustavo Murillo |

| 12 de mayo de 2018, 18:00 | Patriotas | 1:1 (1:0) | Atlético Huila | Estadio La Independencia, Tunja |                              |
|                           | Rivas 20' | Reporte   | López 90+3'    | Árbitro(s): Bismark Santiago    | Árbitro(s): Bismark Santiago |

| 19 de mayo de 2018, 20:00 | Atlético Huila            | 0:0 (3:1 p.)               | Patriotas                              | Estadio Guillermo Plazas Alcid, Neiva |                          |
|                           |                           | Reporte                    |                                        | Árbitro(s): Andrés Rojas              | Árbitro(s): Andrés Rojas |
|                           |                           | Tiros desde el punto penal |                                        |                                       |                          |
|                           | Ramírez · López · Ordóñez |                            | Velásquez · Álvarez · Rendón · Malagón |                                       |                          |

| 13 de mayo de 2018, 17:15 | Junior | 0:1 (0:0) | Independiente Medellín | Estadio Metropolitano, Barranquilla |                             |
|                           |        | Reporte   | D. Moreno 57'          | Árbitro(s): John Hinestroza         | Árbitro(s): John Hinestroza |

| 20 de mayo de 2018, 19:30 | Independiente Medellín | 2:2 (1:1) | Junior                    | Estadio Atanasio Girardot, Medellín |                          |
|                           | Cano 29' 85'           | Reporte   | Hernández 17' · Chará 61' | Árbitro(s): Luis Sánchez            | Árbitro(s): Luis Sánchez |

| 13 de mayo de 2018, 19:30 | Once Caldas | 1:0 (0:0) | Deportes Tolima | Estadio Palogrande, Manizales |                           |
|                           | Amaya 54'   | Reporte   |                 | Árbitro(s): Wilmar Roldán     | Árbitro(s): Wilmar Roldán |

| 20 de mayo de 2018, 17:15 | Deportes Tolima                                | 3:0 (1:0) | Once Caldas | Estadio Manuel Murillo Toro, Ibagué |                             |
|                           | Albornoz 38' · Orozco 69' · Peralta 82' (a.g.) | Reporte   |             | Árbitro(s): Carlos Betancur         | Árbitro(s): Carlos Betancur |

### Semifinales
| 29 de mayo de 2018, 19:45 | Atlético Huila | 0:0     | Atlético Nacional | Estadio El Campín, Bogotá    |                              |
|                           |                | Reporte |                   | Árbitro(s): Alexander Ospina | Árbitro(s): Alexander Ospina |

| 2 de junio de 2018, 18:00 | Atlético Nacional                               | 0:0 (4:2 p.)               | Atlético Huila                     | Estadio Atanasio Girardot, Medellín                         |                                                             |
|                           |                                                 | Reporte                    |                                    | Asistencia: 24 277 espectadores Árbitro(s): Carlos Betancur | Asistencia: 24 277 espectadores Árbitro(s): Carlos Betancur |
|                           |                                                 | Tiros desde el punto penal |                                    |                                                             |                                                             |
|                           | Moreno · Ramírez · Lucumí · Zúñiga · Castellani |                            | Ramírez · López · Candelo · Correa |                                                             |                                                             |

| 30 de mayo de 2018, 19:30 | Deportes Tolima | 1:0 (0:0) | Independiente Medellín | Estadio Manuel Murillo Toro, Ibagué |                             |
|                           | Rodríguez 53'   | Reporte   |                        | Árbitro(s): John Hinestroza         | Árbitro(s): John Hinestroza |

| 3 de junio de 2018, 17:30 | Independiente Medellín                 | 1:0 (0:0) (3:5 p.)         | Deportes Tolima                                  | Estadio Atanasio Girardot, Medellín |                           |
|                           | Castro 59'                             | Reporte                    |                                                  | Árbitro(s): Nicolás Gallo           | Árbitro(s): Nicolás Gallo |
|                           |                                        | Tiros desde el punto penal |                                                  |                                     |                           |
|                           | Ricaurte · D. Moreno · Calle · Anchico |                            | Villa · Pérez · Carrascal · Banguero · Rodríguez |                                     |                           |

### Final
| 6 de junio de 2018, 19:30 | Deportes Tolima | 0:1 (0:0) | Atlético Nacional | Estadio Manuel Murillo Toro, Ibagué                      |                                                          |
|                           |                 | Reporte   | Moreno 56'        | Asistencia: 26.500 espectadores Árbitro(s): Andrés Rojas | Asistencia: 26.500 espectadores Árbitro(s): Andrés Rojas |

| 9 de junio de 2018, 19:15 | Atlético Nacional                      | 1:2 (0:0) (2:4 p.)         | Deportes Tolima                     | Estadio Atanasio Girardot, Medellín                      |                                                          |
|                           | Hernández 65'                          | Reporte                    | Villa 47' · Banguero 90+3'          | Asistencia: 46.000 espectadores Árbitro(s): Luis Sánchez | Asistencia: 46.000 espectadores Árbitro(s): Luis Sánchez |
|                           |                                        | Tiros desde el punto penal |                                     |                                                          |                                                          |
|                           | Moreno · Henríquez · Lenis · Hernández |                            | Villa · Albornoz · Banguero · Pérez |                                                          |                                                          |

|                                    |
| Bandera de Colombia                |
| Campeón Deportes Tolima 2.º título |

## Estadísticas

### Goleadores
| Germán Cano             | Independiente Medellín | 12 | 22 | 0.55 |  |  |  |  |  |  |
| Dayro Moreno            | Atlético Nacional      | 9  | 18 | 0.53 |  |  |  |  |  |  |
| Iván Rivas              | Patriotas Boyacá       | 9  | 21 | 0.43 |  |  |  |  |  |  |
| Omar Duarte             | Atlético Huila         | 8  | 18 | 0.44 |  |  |  |  |  |  |
| Humberto Osorio         | Rionegro Águilas       | 8  | 18 | 0.44 |  |  |  |  |  |  |
| Edder Farías            | Once Caldas            | 8  | 19 | 0.42 |  |  |  |  |  |  |
| Cristian Martínez Borja | América de Cali        | 8  | 19 | 0.42 |  |  |  |  |  |  |
| Carlos Peralta          | La Equidad             | 7  | 11 | 0.64 |  |  |  |  |  |  |
| José Sand               | Deportivo Cali         | 7  | 15 | 0.47 |  |  |  |  |  |  |
| Yairo Moreno            | Independiente Medellín | 7  | 16 | 0.44 |  |  |  |  |  |  |
|                         |                        |    |    |      |  |  |  |  |  |  |

Fuente: Web oficial de Dimayor

### Asistentes
| Ayron del Valle  | Millonarios            | 7 |  |  |  |  |  |  |  |  |
| Yohandry Orozco  | Deportes Tolima        | 6 |  |  |  |  |  |  |  |  |
| Andrés Ricaurte  | Independiente Medellín | 5 |  |  |  |  |  |  |  |  |
| Carlos Ramírez   | Atlético Huila         | 5 |  |  |  |  |  |  |  |  |
| Jhon Pajoy       | Santa Fe               | 5 |  |  |  |  |  |  |  |  |
| Leonardo Castro  | Independiente Medellín | 4 |  |  |  |  |  |  |  |  |
| Sebastián Villa  | Deportes Tolima        | 4 |  |  |  |  |  |  |  |  |
| Luis Sinisterra  | Once Caldas            | 4 |  |  |  |  |  |  |  |  |
| Alex Castro      | Alianza Petrolera      | 4 |  |  |  |  |  |  |  |  |
| Sherman Cárdenas | Atlético Bucaramanga   | 4 |  |  |  |  |  |  |  |  |
|                  |                        |   |  |  |  |  |  |  |  |  |

Fuente: Web oficial de World Football

### Tripletes o más
| 25 de febrero | Wilson Morelo  | 14' · 30' · 61' · 66' | Santa Fe       | 4:0 | Jaguares             |
| 3 de marzo    | Omar Duarte    | 1' · 35' · 41'        | Atlético Huila | 3:1 | La Equidad           |
| 1 de abril    | César Carrillo | 1' · 35' · 41'        | Millonarios    | 4:1 | Atlético Bucaramanga |